# Robert Parry
Pour les articles homonymes, voir Parry.
Robert Earle Parry, né le 24 juin 1949 et mort le 27 janvier 2018, est un journaliste d'investigation américain, principalement connu pour la divulgation et le suivi de l'Affaire Iran-Contra pour l'Associated Press et Newsweek.
Il a notamment révélé les opérations psychologiques de guerres de guérilla (manuel de la CIA fourni au contras nicaraguayens) et le scandale du trafic de cocaïne organisés par la CIA et les contras en 1985. Il a reçu le prix George Polk du reportage national en 1984. Il est le directeur du site d'informations ConsortiumNews.com à partir de 1995 et jusqu'à sa mort en 2018.

## Biographie
Robert Parry rejoint Associated Press en 1974, puis il devient membre de leur service à Washington en 1977. Après l'élection présidentielle américaine de 1980, il est affecté dans l'équipe d'investigation où il commence à travailler sur l'Amérique centrale. En 1982, il souligne la manière dont est traité Raymond Bonner du New York Times, qui est diffamé après avoir effectué un reportage sur le massacre d'El Mozote où l'armée salvadorienne a tué plus de 800 civils dans une campagne anti-guérilla, événement qui a profondément gêné le gouvernement américain dans ses efforts pour soutenir le gouvernement salvadorien durant la Guerre civile du Salvador.
Il reçoit le prix George Polk du reportage national en 1984 pour son travail avec Associated Press sur l'affaire Iran-Contra où il dévoile que la CIA a fourni le manuel d'assassinat Psychological Operations in Guerrilla Warfare aux contras,. À la mi-1985, il écrit son premier article sur l'implication d'Oliver North dans cette affaire, et avec Brian Barger il dévoile fin-1985 le scandale des trafics de cocaïne organisés par la CIA et les contras, ce qui encourage le sénateur John Kerry à s'intéresser au dossier Iran-Contra. L'Associated Press refuse de publier cette affaire, et n'assouplit sa position que lorsque son service en langue espagnole en publie accidentellement une traduction. Barger et Parry continuent leurs investigations sur North bien que la plupart des médias refusent de les suivre, publiant finalement un article mi-1986, fondé sur 24 sources. La publication de ce rapport conduit un comité du congrès à interroger North. Après que North ait nié les faits décrits, Barger est mis à la porte d'Associated Press et Robert Parry est empêché de publier de nouveaux articles jusqu'à ce que l'avion d'Eugene Hasenfus (Corporate Air Services HPF821) soit abattu au Nicaragua en octobre 1986. Après avoir découvert que son patron s'entretenait régulièrement avec North, Robert Parry quitte Associated Press en 1987 pour rejoindre Newsweek. À Newsweek, il dévoile l'affaire d'un membre du Conseil de sécurité nationale qui a dissimulé des aspects de l'Affaire Iran-Contra sur ordre de la Maison-Blanche. Sous la pression politique et médiatique, Newsweek est conduit à demander à Parry de se rétracter, en dépit de la solidité de ses sources. Robert Parry refuse et finalement quitte Newsweek en 1990.
En août 1990, l'émission Frontline du réseau PBS demande à Robert Parry de travailler sur la Surprise d'octobre. Cela conduit Parry à réaliser plusieurs documentaires pour cette émission. Ils sont diffusés en 1991 et 1992,. Robert Parry continue ses recherches après qu'une enquête du Congrès des États-Unis conclut que ces révélations sont fausses, ce qui aboutit à la rédaction du livre Trick or Treason:The October Surprise Mystery publié en 1993, et en 1994 à la mise au jour d'une « mine de trésor de documents gouvernementaux » qui soutiennent cette théorie, montrant que le groupe de travail du Congrès a supprimé les témoignages incriminant la CIA et a exclu les preuves de liens financiers entre les riches Républicains et l'intermédiaire iranien de Jimmy Carter, Cyrus Hashemi (en). En 1996, Salon.com écrit à propos des travaux de Robert Parry concernant cette affaire que « sa quête continuelle pour mettre au jour les faits touchant la présumée Surprise d'octobre a fait de lui une persona non grata parmi ceux qui se recueillent sur l'autel de la sagesse conventionnelle ».
Lorsque le journaliste Gary Webb publie sa série d'articles Dark Alliance en 1996 prétendant que l'administration Reagan a autorisé les contras à faire entrer de la cocaïne aux États-Unis pour gagner de l'argent pour leurs causes, Robert Parry soutient Webb contre les fortes critiques venant des médias.
En novembre 1995, Robert Parry crée ConsortiumNews.com, un magazine en ligne dédié à l'investigation journalistique, le décrivant en 2004 comme « une maison pour les articles importants, bien-documentés qui ne sont pas les bienvenus dans les médias d'information nationaux de l'époque, conduits par les opinions communément admises et obsédés par O.J. Simpson ». De 2000 à 2004, il travaille aussi pour le service financier de Bloomberg.

## Ouvrages
- (en) Lost History : Contras, Cocaine, The Press & Project Truth, Media Consortium, 1992, 350 p. (ISBN 978-1893517004)
- (en) Trick or Treason : The October Surprise Mystery, Sheridan Square Pubns, 1993, 350 p. (ISBN 978-1879823082)
- (en) The October Surprise X-Files : The Hidden Origins of the Reagan-Bush Era, Media Consortium, 1996, 138 p. (ASIN B0006QTQRG)
- (en) Secrecy & Privilege : Rise of the Bush Dynasty from Watergate to Iraq, Media Consortium, 2004, 390 p. (ISBN 978-1893517011)
- (en) Neck Deep : The Disastrous Presidency of George W. Bush, Media Consortium, 2007, 428 p. (ISBN 978-1893517035)
- (en) America's Stolen Narrative : From Washington and Madison to Nixon, Reagan and the Bushes to Obama, Media Consortium, 2012, 236 p. (ISBN 978-1893517059)